# Xylopia dibaccata
Xylopia dibaccata är en kirimojaväxtart som beskrevs av Albert Ulrich Däniker. Xylopia dibaccata ingår i släktet Xylopia och familjen kirimojaväxter. Inga underarter finns listade i Catalogue of Life.